# David Noboa
David Alejandro Noboa Tello (Guayaquil, Ecuador; 16 de mayo de 1995) es un futbolista ecuatoriano. Juega de volante mixto y su equipo actual es el Deportivo Cuenca de la Serie A de Ecuador.

## Vida privada
Es el hermano menor de Christian Noboa.

## Trayectoria

### Inicios
Ha jugado en las divisiones inferiores del Club Sport Emelec y en 2013 firmó su primer contrato con el club.

### Emelec
En el año 2014, bajo la dirección técnica de Gustavo Quinteros, debutó con el primer plantel el 19 de agosto en Copa Sudamericana contra Águilas Doradas en Colombia.

### El Nacional
En el año 2016 fue prestado un año con opción de otro año más a El Nacional dirigido por el estratega uruguayo Eduardo Favaro.

## Estadísticas

### Clubes
Actualizado al último partido disputado el 1 de agosto de 2025.
| Emelec · Ecuador           | 1.ª                 | 2014                | 4   | 0 | — | — | 1  | 0 | 5   | 0 |
| Emelec · Ecuador           | 1.ª                 | 2015                | 1   | 0 | — | — | 1  | 0 | 2   | 0 |
| Emelec · Ecuador           | Total club          | Total club          | 5   | 0 | 0 | 0 | 2  | 0 | 7   | 0 |
| El Nacional · Ecuador      | 1.ª                 | 2016                | 8   | 1 | — | — | —  | — | 8   | 1 |
| El Nacional · Ecuador      | 1.ª                 | 2017                | 8   | 0 | — | — | 1  | 0 | 9   | 0 |
| El Nacional · Ecuador      | Total club          | Total club          | 16  | 1 | 0 | 0 | 1  | 0 | 17  | 1 |
| Macará · Ecuador           | 1.ª                 | 2018                | 2   | 0 | — | — | —  | — | 2   | 0 |
| Macará · Ecuador           | Total club          | Total club          | 2   | 0 | 0 | 0 | 0  | 0 | 2   | 0 |
| Delfín S. C. · Ecuador     | 1.ª                 | 2018                | 9   | 0 | — | — | —  | — | 9   | 0 |
| Delfín S. C. · Ecuador     | 1.ª                 | 2019                | 24  | 1 | 5 | 1 | 4  | 0 | 33  | 2 |
| Delfín S. C. · Ecuador     | 1.ª                 | 2020                | 22  | 0 | 1 | 0 | 3  | 0 | 26  | 0 |
| Delfín S. C. · Ecuador     | Total club          | Total club          | 55  | 1 | 6 | 1 | 7  | 0 | 68  | 2 |
| Guayaquil City · Ecuador   | 1.ª                 | 2021                | 19  | 0 | — | — | 0  | 0 | 19  | 0 |
| Guayaquil City · Ecuador   | 1.ª                 | 2022                | 17  | 0 | 0 | 0 | —  | — | 17  | 0 |
| Guayaquil City · Ecuador   | Total club          | Total club          | 36  | 0 | 0 | 0 | 0  | 0 | 36  | 0 |
| Deportivo Cuenca · Ecuador | 1.ª                 | 2023                | 19  | 1 | — | — | 0  | 0 | 19  | 1 |
| Deportivo Cuenca · Ecuador | 1.ª                 | 2024                | 12  | 0 | 2 | 0 | 1  | 0 | 15  | 0 |
| Deportivo Cuenca · Ecuador | 1.ª                 | 2025                | 10  | 0 | 0 | 0 | —  | — | 10  | 0 |
| Deportivo Cuenca · Ecuador | Total club          | Total club          | 41  | 1 | 2 | 0 | 1  | 0 | 44  | 1 |
| Total en su carrera        | Total en su carrera | Total en su carrera | 155 | 3 | 8 | 1 | 11 | 0 | 174 | 4 |
| 1. 2.                      |                     |                     |     |   |   |   |    |   |     |   |

## Palmarés

### Campeonatos nacionales
| Título             | Club         | País    | Año  |
| ------------------ | ------------ | ------- | ---- |
| Serie A de Ecuador | Emelec       | Ecuador | 2013 |
| Serie A de Ecuador | Emelec       | Ecuador | 2014 |
| Serie A de Ecuador | Emelec       | Ecuador | 2015 |
| Serie A de Ecuador | Delfín S. C. | Ecuador | 2019 |